# Битка при Потидея
Битката при Потидея (на старогръцки: Ποτίδαια) се състои през 432 г. пр. Хр. малко преди началото на Пелопонеската война между войската от Атина и нейните съюзници и войската на Коринт и неговите съюзници.

## Битката
Потидея на Халкидическия полуостров е колония на Коринт, но също член на Атинския морски съюз и му е задължен да плаща трибути. Атина изисква коринтските чиновници да бъдат изгонени от града. Потидея отказва това и извиква града майка Коринт на помощ. Атина изпраща в региона флот от 30 кораба с 1000 хоплити под командването на Архестрат. Спарта застава на страната на Потидея и Коринт. Коринт изпраща 1600 хоплити и 400 лековъоръжени под Аристей в Потидея, след което Атина изпраща още 40 кораба и 2000 хоплити под командването на Калий. Пердика II Македонски изпраща на Аристей помощна войска от 200 конника. В битката Коринтците и Потидейците загубват 300 души, Атиняните 150, между тях Калий; македонската кавалерия не напада в боевете.
Атина обсажда град Потидея, като получава още 1600 хоплити под комадването на Формион. Обсадата трае две години.

## Последици
По време на обсадата делегация от Атина посещава Спарта и официално обявява война, с което започва Пелопонеската война. Атина успява след това да превземе Потидея, но обсадата струва на атиняните 1000 талента на година.
В битката при Потидея участват също Сократ и Алкивиад. Сократ спасил живота на Алкивиад.